# Haputo Beach
Haputo Beach är en strand i Guam (USA).   Den ligger i kommunen Dededo, i den norra delen av Guam, 14 km nordost om huvudstaden Hagåtña. 